# هاري هيو
هاري هيو (بالإنجليزية: Harry Vaughan)‏ هو لاعب كرة قدم أمريكية أمريكي، ولد في 4 يناير 1883 في بنسيلفانيا في الولايات المتحدة، وتوفي في 6 سبتمبر 1951 في مرتينسبورغ في الولايات المتحدة.